# Třída Silbermöwe (typ 149)
Třída Silbermöwe (typ 149) byla třída torpédových člunů postavených pro německé námořnictvo. Celkem bylo postaveno šest jednotek této třídy. Po vyřazení ze služby jich pět získalo Řecko, pouze Seeschwalbe sloužil do roku 1974 k výcviku.

## Stavba

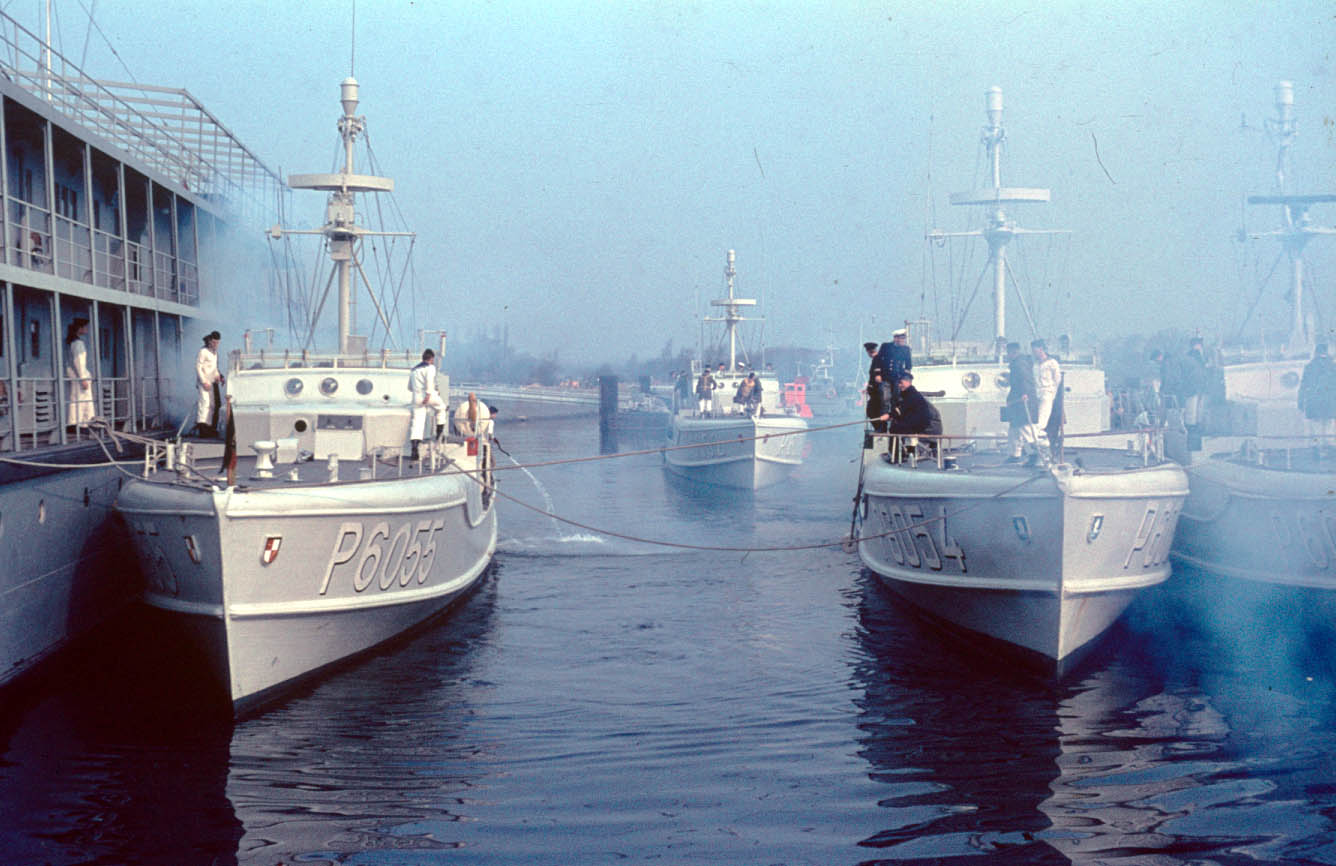
Čluny třídy Silbermöwe

Třídu tvořilo celkem šest člunů, spuštěných na vodu v letech 1954–1956. Čluny byly pojmenovány Silbermöwe, Sturmmöwe, Wildschwan, Eismöwe, Raubmöwe a Seeschwalbe.

## Konstrukce

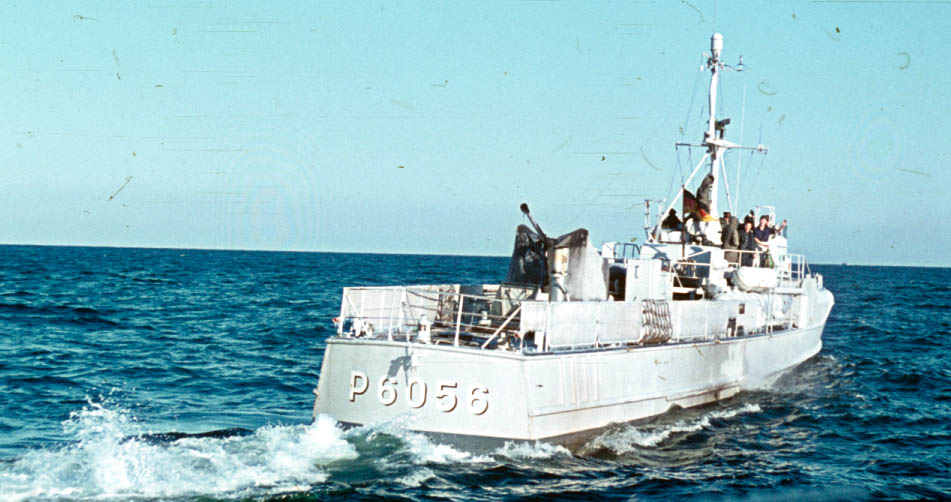
Člun třídy Silbermöwe

Výzbroj člunů tvořily dva 20mm kanóny a dva 533mm torpédomety. Původní kanóny později nahradil jeden, či dva kusy ráže 40 mm. Pohonný systém tvořily tři diesely, každý o výkonu 9000 SHP, pohánějící tři lodní šrouby. Nejvyšší rychlost dosahovala 42 uzlů.

## Zahraniční uživatelé
V roce 1968 získalo pět jednotek této třídy řecké námořnictvo. Vyřazeny byly v roce 1974.